# Año Nuevo State Park
Año Nuevo State Park ist ein kalifornischer State Park in San Mateo County, der vor allem für seine Kolonie Nördlicher See-Elefanten bekannt ist. Der Park liegt ungefähr 55 Meilen (89 km) südlich der Golden Gate an der Küste des Pazifischen Ozeans.

## Geschichte
Der Park ist nach einer Landspitze benannt, die der spanische Entdecker Sebastián Vizcaíno am 3. Januar 1603 auf den Namen Punta del Año Nuevo (dt. Neujahrskap) taufte. Schon tausende Jahre, bevor Vizcaíno die Landmarke umrundete, hatten die Quiroste Ohlone die Gegend besiedelt. Nach der Gründung der Mission Santa Cruz ging die Bevölkerungszahl der Quiroste Ohlone infolge eingeschleppter Krankheiten dramatisch zurück. Bis in die erste Hälfte des 19. Jahrhunderts nutzten die Missionare die Gegend landwirtschaftlich.
Im Jahr 1861 kauften die Brüder Isaac, George, und Edgar Steele das Land und bauten eine Milchviehhaltung auf, die für die nächsten 80 Jahre in Betrieb blieb. Aus dieser Zeit stammen auch die historischen Gebäude, die bis heute den Charakter des Parks prägen.
Im Jahr 1958 kaufte der Staat Kalifornien die der Küste vorgelagerte Insel Año Nuevo Island und einen Teil des Küstenstreifens zum Schutz der dort lebenden Tiere. 1985 kamen rund 1206 Hektar des sich anschließenden Küstengebirges hinzu.

## Galerie

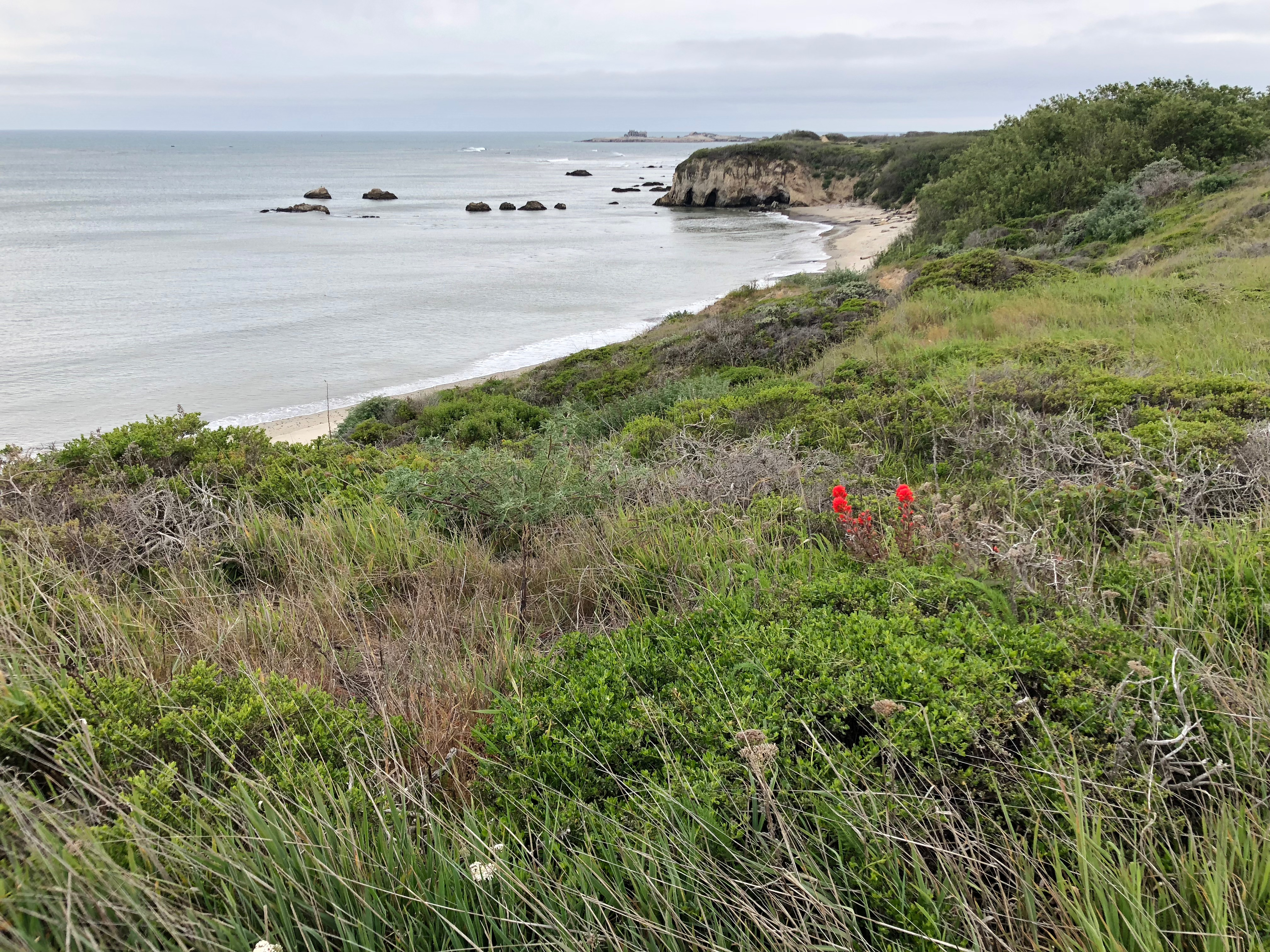
Küstenlinie des Parks mit Blick nach Norden
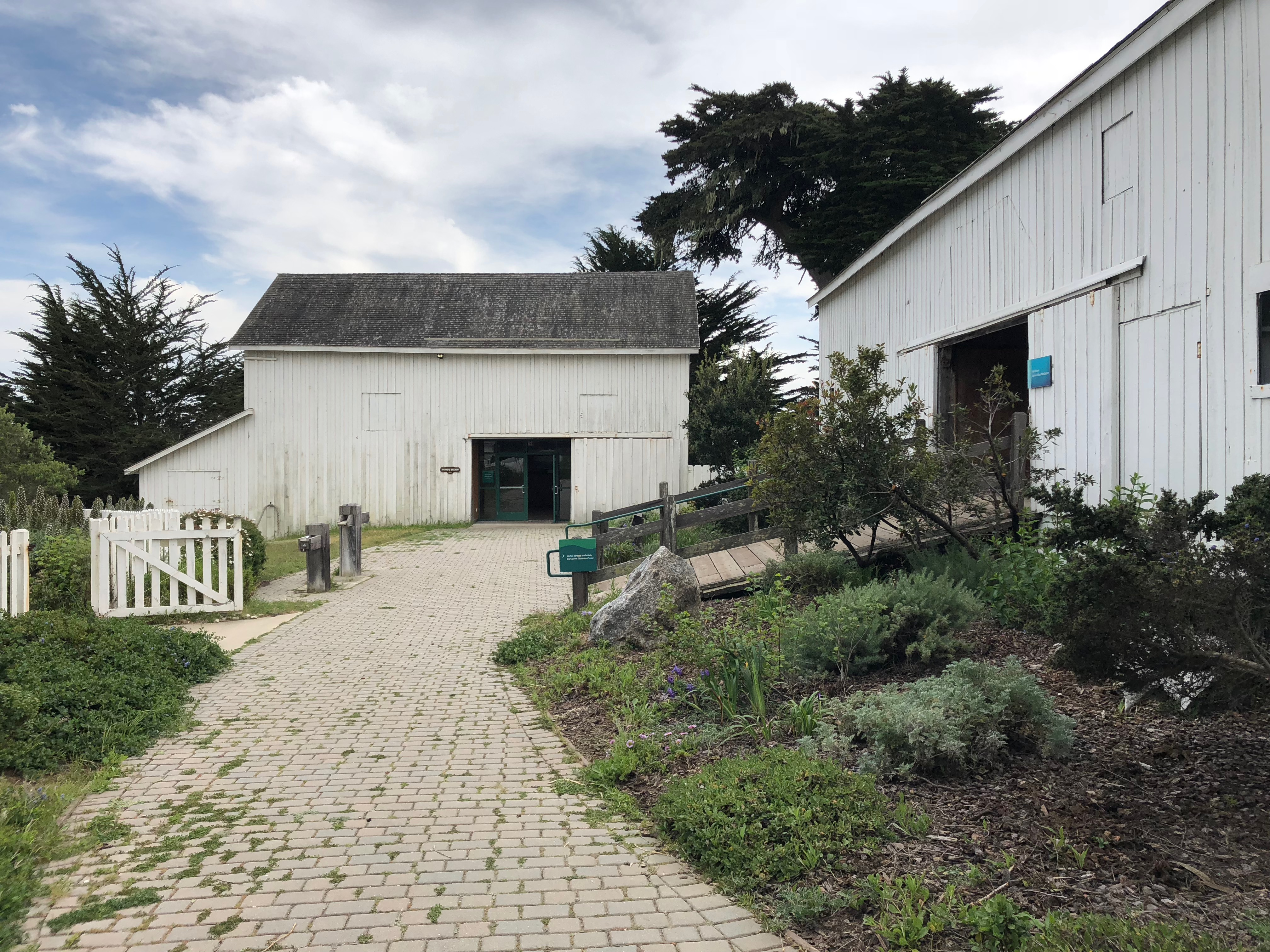
Der Eingangsbereich zum Park ist durch die historischen Gebäude des früheren Milchviehbetriebs geprägt
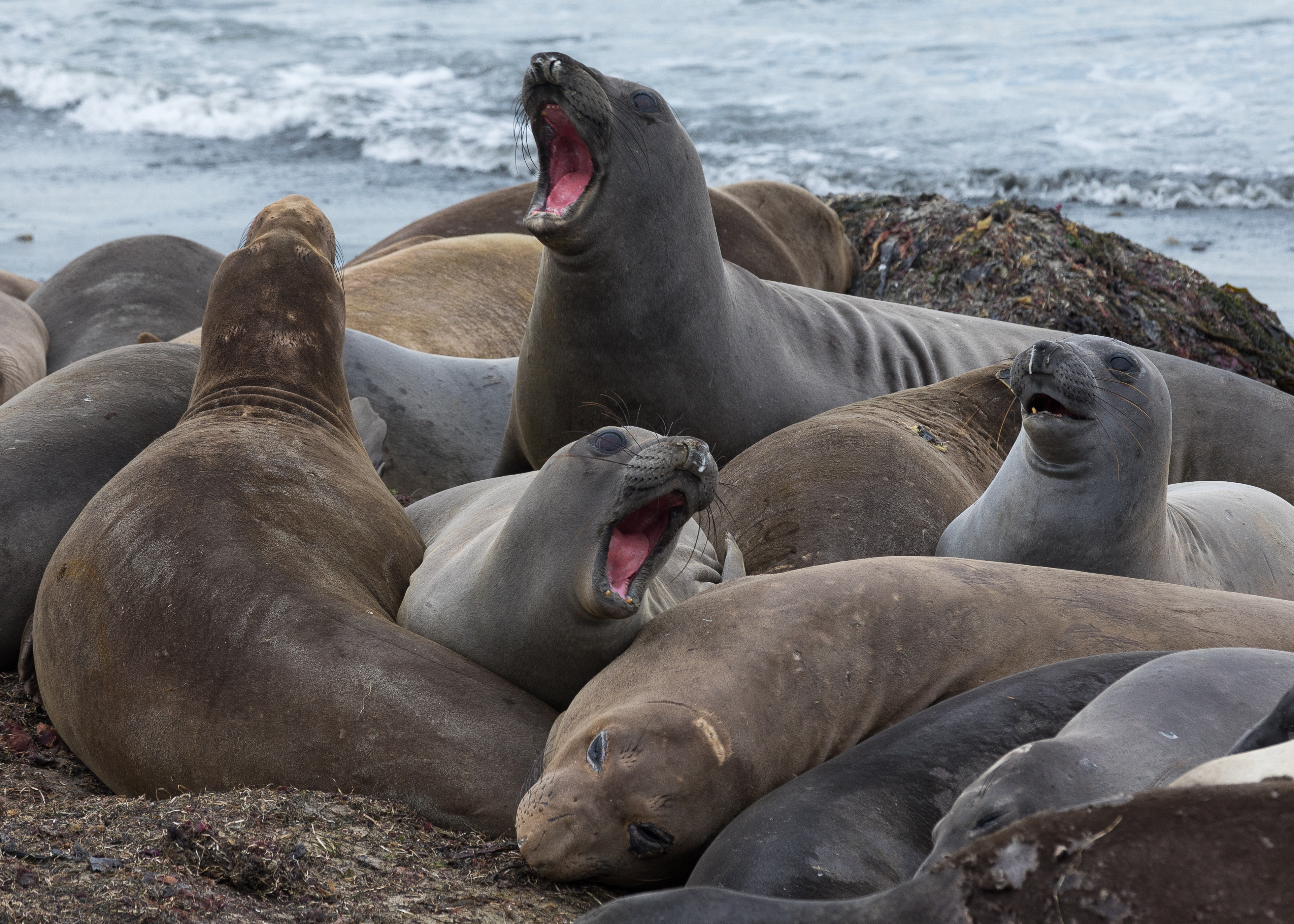
Die Nördlichen See-Elefanten ziehen vor allem während ihrer Paarungszeit, Jungenaufzucht und zum Fellwechsel viele Besucher an